# Ziziphora
Ziziphora je rod rostlin z čeledi hluchavkovitých. Zahrnuje v aktuáním pojetí 17 druhů, rozšířených převážně v centrální a jihozápadní Asii, několik se jich vyskytuje též v Evropě. Některé jsou vyhledávány jako léčivky a aromatické rostliny.

## Popis
Jsou to jednoleté nebo vytrvalé byliny, případně též polokeře, vesměs silně vonící po peprmintu. Listy jsou vstřícné, řapíkaté či téměř přisedlé, celokrajné. Květy jsou rozděleny na víceméně pravidelný (aktinomorfní) trubkovitý kalich s pěti cípy a dvoupyskou korunu s horním pyskem celistvým, spodním trojdílným. Barva květů je bílá, růžová nebo fialová v různých odstínech. Plodné tyčinky jsou dvě, vyčnívají z korunní trubky stejně jako čnělka s dvouklanou bliznou, spodní dvě tyinky jsou přeměněny v zakrnělá jalová staminodia nebo úplně chybějí. Obvyklá je též gynodioecie, tedy přítomnost oboupohlavných a nebo funkčně samičích jedinců. Květenstvím jsou lichopřesleny umístěné průběžně v paždí listenů, nebo strboulovitě nahloučené na vrcholu lodyhy. Plody jsou tvrdky.

## Rozšíření
Nejvíce druhů se vyskytuje v oblasti Střední Asie, Kavkazu a Blízkého východu, areál některých zasahuje též na východ do Mongolska a západní Číny, na Altaj a do Himálaje, na střední a západní Sibiř a na západ na Krym. Jeden druh (Ziziphora capitata, která je rovněž typovým druhem rodu) zasahuje až na Balkánský poloostrov a sekundárně roste též v Itálii, dva druhy rostou ve Španělsku a z nich jeden i v Alžírsku a Maroku. Vyhledávají otevřené suché biotopy na kamenitých svazích, v polopouštích a suchých stepích či na písečných přesypech, rostou též na zemědělských úhorech, ladem ležících plochách, podél cest, v sadech a olivových hájích.

## Význam
Květy a listy obsahují aromatické éterické oleje složené z terpenických látek jako pulegon, menthon, mentol, karyofylen, limonen, linalool, myrcen, alfa-pinen a další, dále flavonoidy, organické kyseliny, vitamíny, saponiny, semena obsahují mastné kyseliny, karotenoidy a lipidy, proto jsou rostliny tohoto rodu již minimálně od antických dob vyhledávány jako léčivky a používány v lidové bylinné medicíně. Větší význam mají zejména Ziziphora clinopodioides a Z. pedicellata. Fungují jako kardiotonikum a anthelminthikum, snižují krevní tlak; užívají se ve formě čajů a tinktur při zažívacích a kardiovaskulárních (tachykardie a jiná srdeční onemocnění) problémech, proti střevním parazitům a při nachlazení.
Krom toho lze čerstvé aromatické listy užívat jako koření či do bylinkových salátů, květy poskytují nektar včelám pro tvorbu medu.

## Galerie

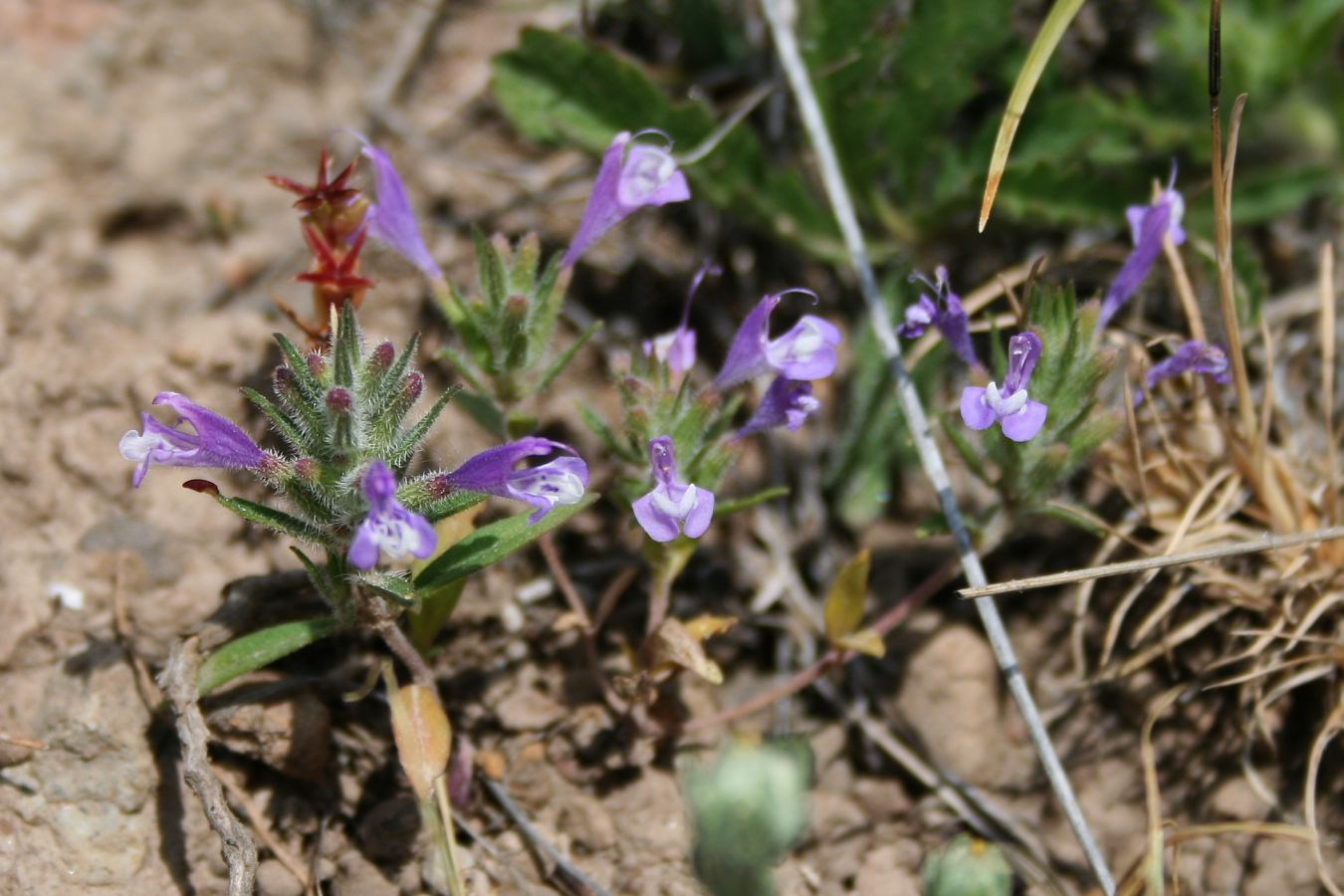
Ziziphora taurica
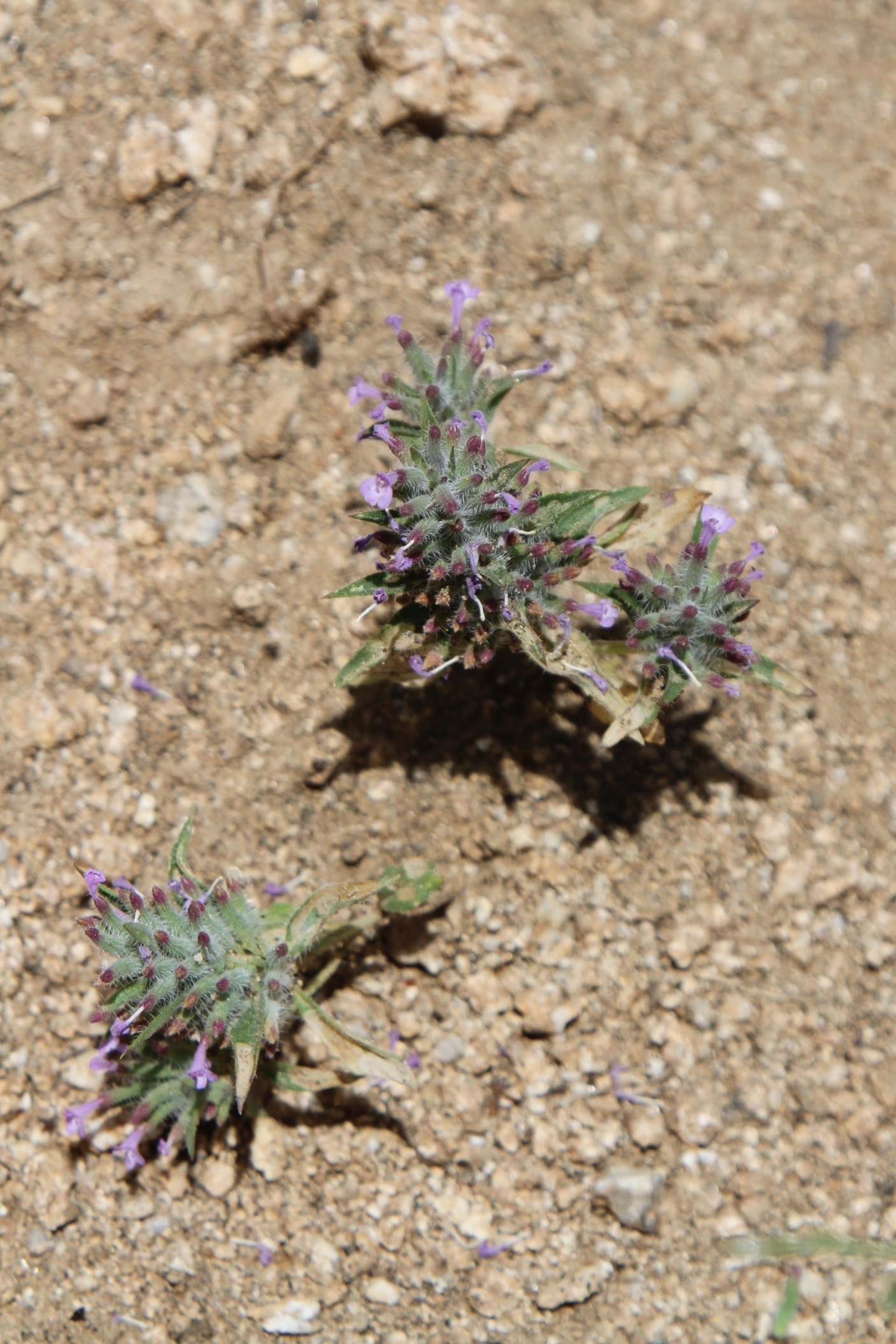
Ziziphora tenuior
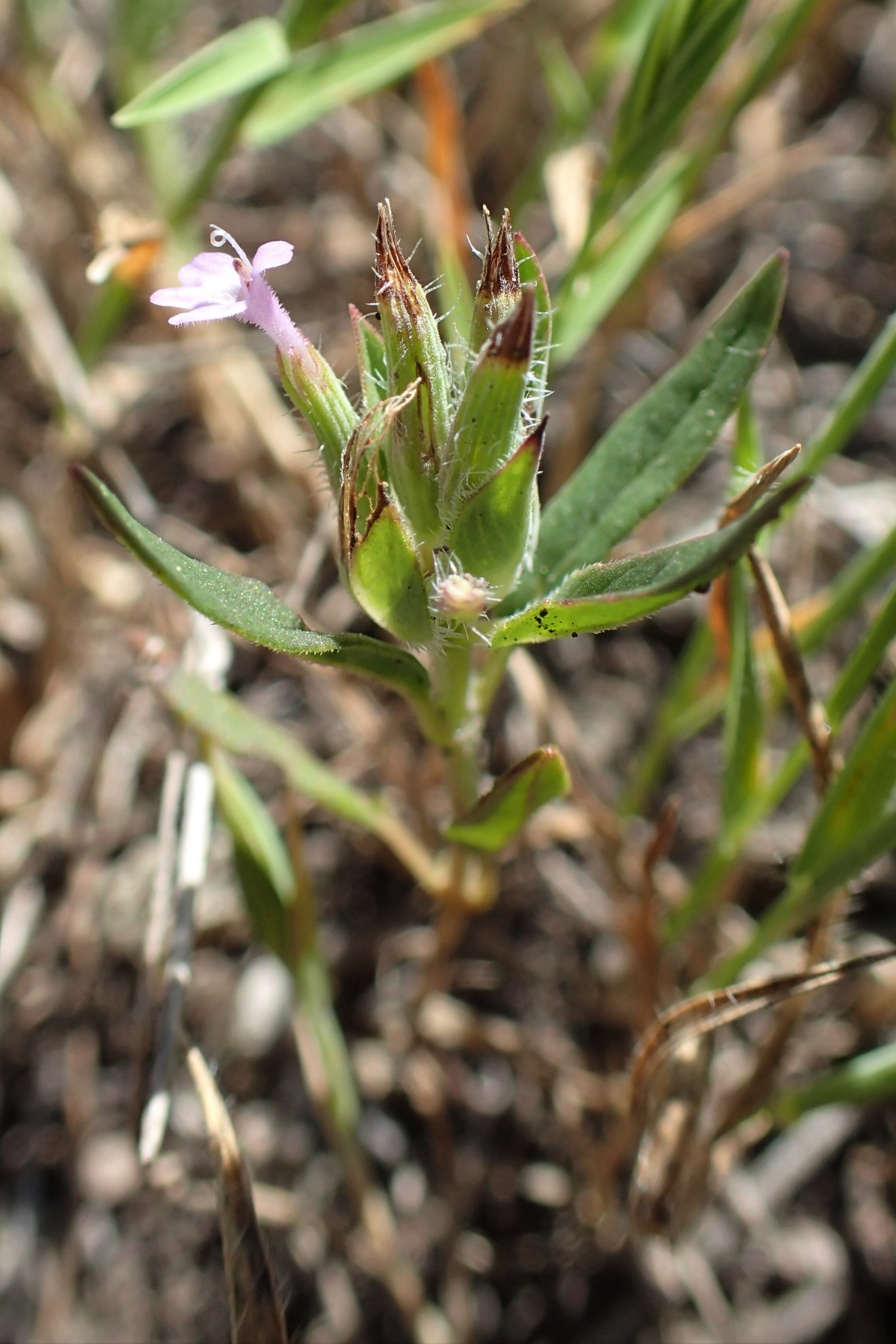
Ziziphora persica
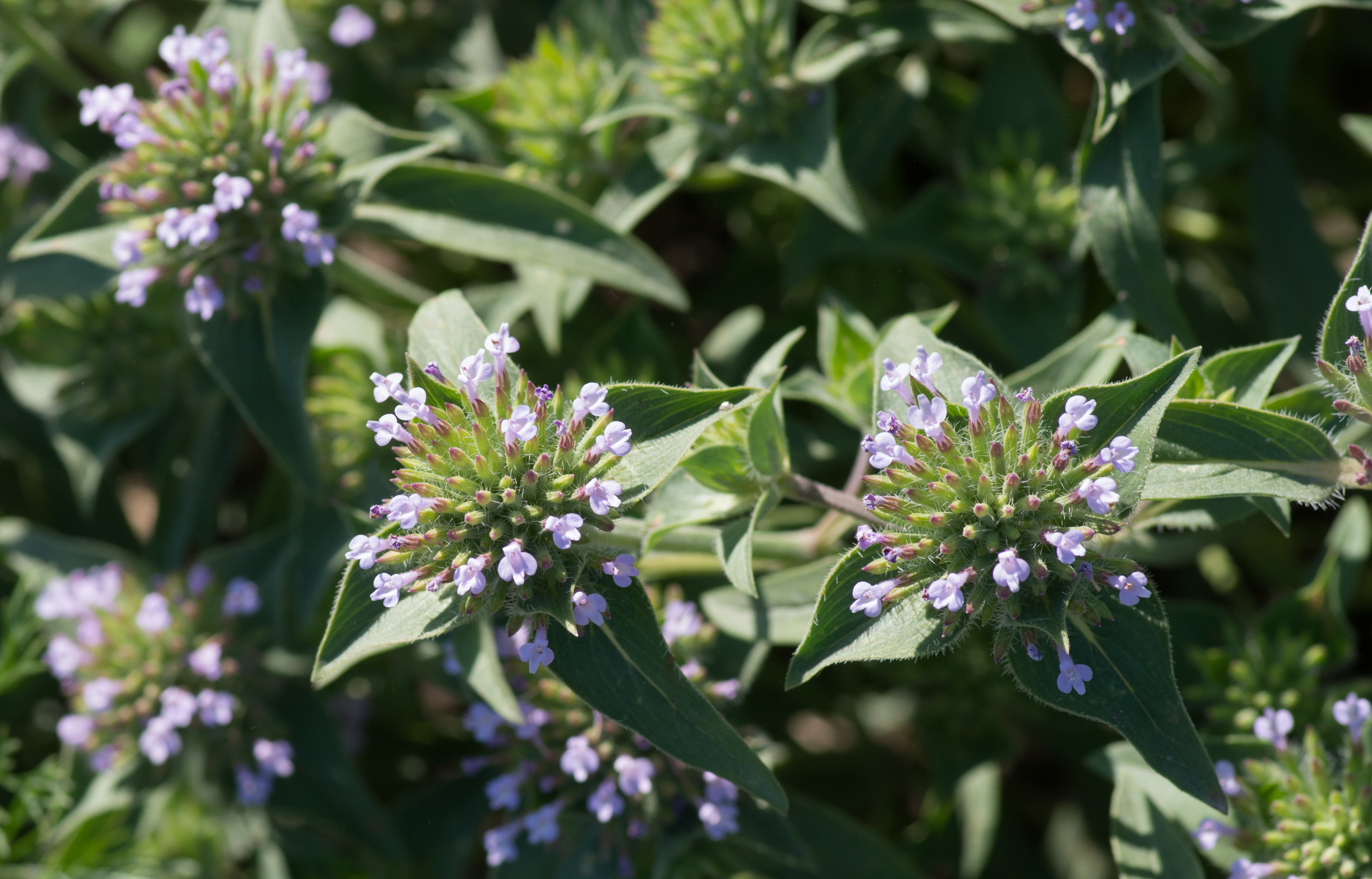
Ziziphora capitata
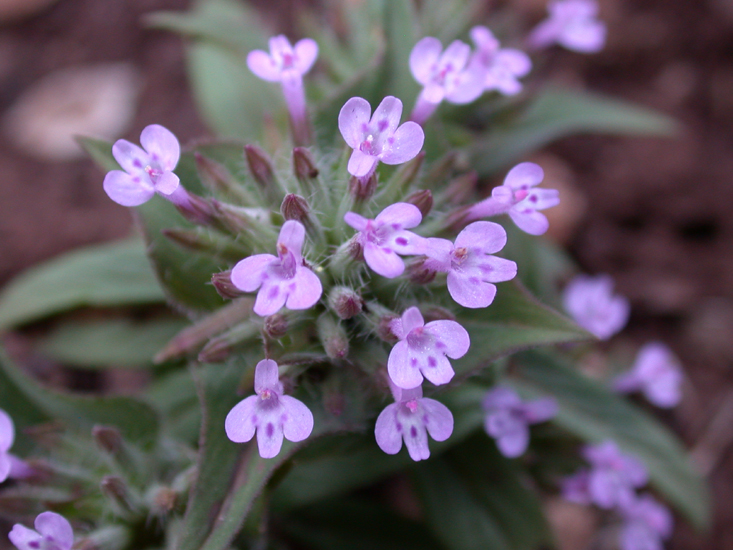
Ziziphora capitata – detail květenství
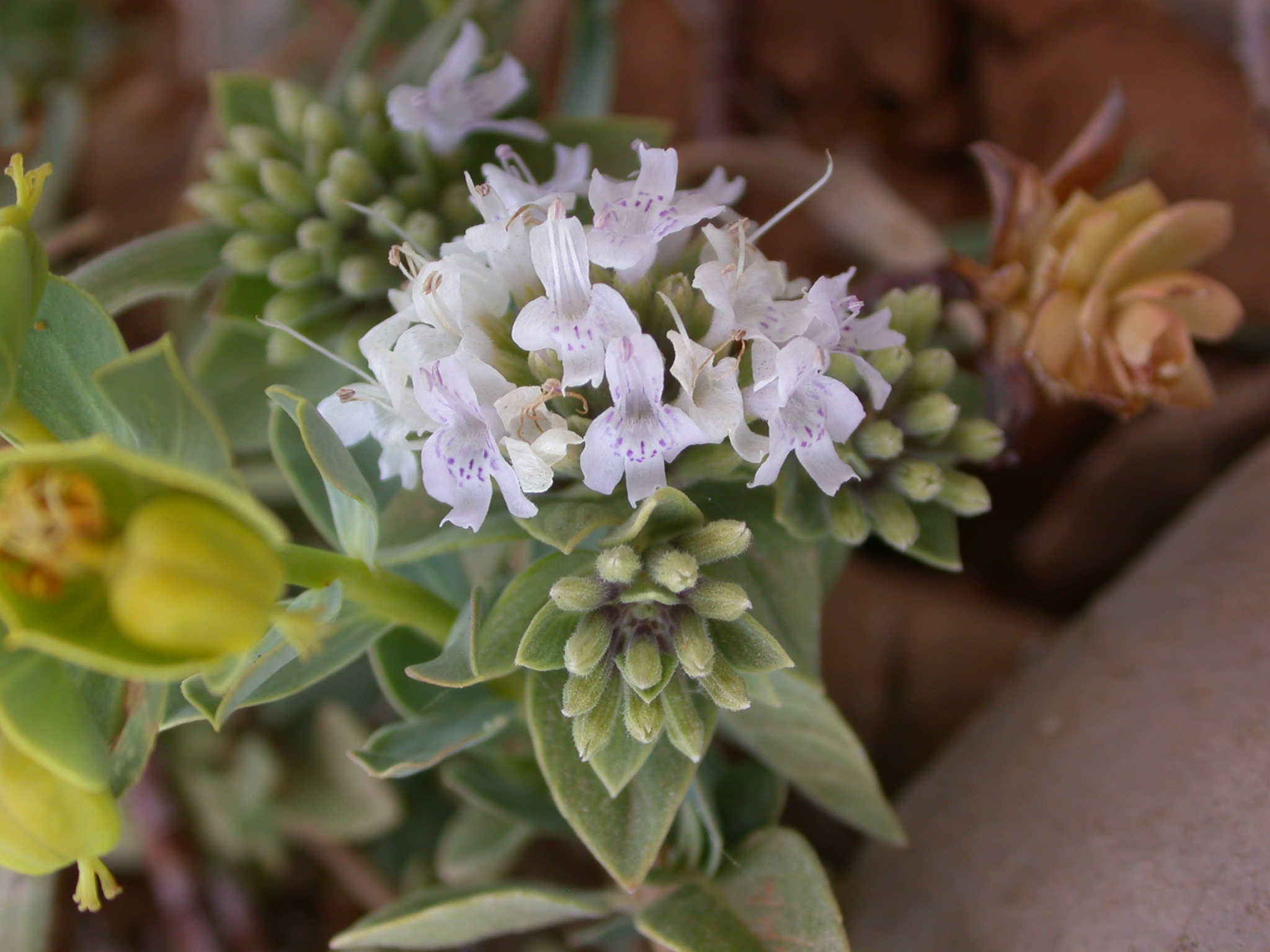
Ziziphora clinopodioides